# Klub kultury Prometeusz we Francji
Klub Kultury "Prometeusz" we Francji (fr. Club culturel "Prométhée" en France, ros. Kлуб культуры "Прометей" во Франции) – emigracyjna organizacja kaukaska na przełomie lat 30./40. XX w.
Klub został utworzony formalnie 6 stycznia 1939 r. w Paryżu. W skład jego kierownictwa weszli: Aleksandr Asatiani jako przewodniczący, Nikołaj Kowalskyj – wiceprzewodniczący, Abdulmedżid Czermojew i Mamed Magierramow. Faktyczna konferencja założycielska odbyła się na pocz. marca tego roku. Organizacja miała charakter kulturalny. Organizowała występy artystyczne, wykłady, odczyty, czy seminaria poświęcone tematyce kaukaskiej. Działalność zakończyła się w 1940 r.